# Sebastian Kowalczyk
Sebastian Kowalczyk (Stettino, 22 agosto 1998) è un calciatore polacco, centrocampista della Houston Dynamo.

## Caratteristiche tecniche
È un esterno destro.

## Carriera
Cresciuto nel settore giovanile del Pogoń Stettino, ha esordito in prima squadra il 1º aprile 2017 disputando l'incontro di Ekstraklasa perso 1-0 contro il Legia Varsavia.

## Statistiche
Statistiche aggiornate al 16 ottobre 2019.

### Presenze e reti nei club
| Stagione        | Squadra         | Campionato      | Campionato | Campionato | Coppe nazionali | Coppe nazionali | Coppe nazionali | Coppe continentali | Coppe continentali | Coppe continentali | Altre coppe | Altre coppe | Altre coppe | Totale | Totale | Totale |
| Stagione        | Squadra         | Comp            | Pres       | Reti       | Comp            | Pres            | Reti            | Comp               | Pres               | Reti               | Comp        | Pres        | Reti        | Pres   | Reti   |        |
| --------------- | --------------- | --------------- | ---------- | ---------- | --------------- | --------------- | --------------- | ------------------ | ------------------ | ------------------ | ----------- | ----------- | ----------- | ------ | ------ | ------ |
| 2016-2017       | Pogoń Stettino  | EK              | 5          | 0          | CP              | 1               | 0               |                    | -                  | -                  |             | -           | -           | 6      | 0      |        |
| 2017-2018       | Pogoń Stettino  | EK              | 7          | 0          | CP              | 1               | 0               |                    | -                  | -                  |             | -           | -           | 8      | 0      |        |
| 2018-2019       | Pogoń Stettino  | EK              | 28         | 2          | CP              | 1               | 0               |                    | -                  | -                  |             | -           | -           | 29     | 2      |        |
| 2019-2020       | Pogoń Stettino  | EK              | 10         | 2          | CP              | 1               | 0               |                    | -                  | -                  |             | -           | -           | 11     | 2      |        |
| Totale carriera | Totale carriera | Totale carriera | 50         | 4          |                 | 4               | 0               |                    | -                  | -                  |             | -           | -           | 54     | 4      |        |

## Palmarès

### Club

#### Competizioni nazionali
- Lamar Hunt U.S. Open Cup: 1

Houston Dynamo: 2023